# Puchar Świata w skokach narciarskich w Hinterzarten
Puchar Świata w skokach narciarskich w Hinterzarten – zawody w skokach narciarskich, przeprowadzane w ramach Pucharu Świata kobiet w skokach narciarskich, po raz pierwszy w debiutanckim sezonie 2011/2012. Zawody są rozgrywane na skoczni normalnej Adlerschanzen.
W sezonie 2017/2018 po raz pierwszy w historii Pucharu Świata kobiet został rozegrany konkurs drużynowy.

## Podium poszczególnych konkursów PŚ w Hinterzarten
| Lp | Data             | Sezon     | HS     | Uwagi       | 1. miejsce                                                           | 2. miejsce                                                                                   | 3. miejsce                                                          |
| -- | ---------------- | --------- | ------ | ----------- | -------------------------------------------------------------------- | -------------------------------------------------------------------------------------------- | ------------------------------------------------------------------- |
| 1. | 7 stycznia 2012  | 2011/2012 | HS-108 | [ 2 ] [ 3 ] | Sabrina Windmüller                                                   | Lindsey Van                                                                                  | Lisa Demetz                                                         |
| 2. | 8 stycznia 2012  | 2011/2012 | HS-108 | –           | Sarah Hendrickson                                                    | Sara Takanashi                                                                               | Jessica Jerome                                                      |
| 3. | 12 stycznia 2013 | 2012/2013 | HS-108 | –           | Sarah Hendrickson                                                    | Sara Takanashi                                                                               | Coline Mattel                                                       |
| 4. | 13 stycznia 2013 | 2012/2013 | HS-108 | –           | Sara Takanashi                                                       | Sarah Hendrickson                                                                            | J. Seifriedsberger                                                  |
| 5. | 21 grudnia 2013  | 2013/2014 | HS-108 | –           | Sara Takanashi                                                       | Daniela Iraschko-Stolz                                                                       | Irina Awwakumowa                                                    |
| 6. | 22 grudnia 2013  | 2013/2014 | HS-108 | –           | Sara Takanashi                                                       | Irina Awwakumowa                                                                             | Carina Vogt                                                         |
| 7. | 16 grudnia 2017  | 2017/2018 | HS-108 | druż.       | Japonia 1. Yūki Itō 2. Kaori Iwabuchi 3. Yūka Setō 4. Sara Takanashi | Rosja 1. Anastasija Barannikowa 2. Aleksandra Kustowa 3. Sofja Tichonowa 4. Irina Awwakumowa | Francja 1. Léa Lemare 2. Julia Clair 3. Romane Dieu 4. Lucile Morat |
| 8. | 17 grudnia 2017  | 2017/2018 | HS-108 | –           | Maren Lundby                                                         | Katharina Althaus                                                                            | Sara Takanashi                                                      |

### Najwięcej razy na podium
| Msc. | Zawodnik                   | Zwycięstwa | 2. miejsca | 3. miejsca | Łącznie |
| ---- | -------------------------- | ---------- | ---------- | ---------- | ------- |
| 1.   | Sara Takanashi             | 3          | 2          | 1          | 6       |
| 2.   | Sarah Hendrickson          | 2          | 1          | 0          | 3       |
| 3.   | Maren Lundby               | 1          | 0          | 0          | 1       |
| 3.   | Sabrina Windmüller         | 1          | 0          | 0          | 1       |
| 5.   | Irina Awwakumowa           | 0          | 1          | 1          | 2       |
| 6.   | Daniela Iraschko-Stolz     | 0          | 1          | 0          | 1       |
| 6.   | Katharina Althaus          | 0          | 1          | 0          | 1       |
| 6.   | Lindsey Van                | 0          | 1          | 0          | 1       |
| 9.   | Jacqueline Seifriedsberger | 0          | 0          | 1          | 1       |
| 9.   | Coline Mattel              | 0          | 0          | 1          | 1       |
| 9.   | Carina Vogt                | 0          | 0          | 1          | 1       |
| 9.   | Jessica Jerome             | 0          | 0          | 1          | 1       |
| 9.   | Lisa Demetz                | 0          | 0          | 1          | 1       |

### Najwięcej razy na podium według państw
| Msc. | Państwo           | Zwycięstwa | 2. miejsca | 3. miejsca | Łącznie |
| ---- | ----------------- | ---------- | ---------- | ---------- | ------- |
| 1.   | Japonia           | 4          | 2          | 1          | 7       |
| 2.   | Stany Zjednoczone | 2          | 2          | 1          | 5       |
| 3.   | Norwegia          | 1          | 0          | 0          | 1       |
| 3.   | Szwajcaria        | 1          | 0          | 0          | 1       |
| 5.   | Rosja             | 0          | 2          | 0          | 2       |
| 6.   | Austria           | 0          | 1          | 1          | 2       |
| 6.   | Niemcy            | 0          | 1          | 1          | 2       |
| 8.   | Francja           | 0          | 0          | 2          | 2       |
| 9.   | Włochy            | 0          | 0          | 1          | 1       |